# A Junção
A Junção foi uma banda portuguesa de pop rock, formada em Oeiras em 1987. Tiveram uma passagem efêmera com apenas uma edição discográfica com relativo sucesso.

## História
Constituídos em meados de 1987 por um grupo de amigos, começaram por se chamar 'A Junção do Bem' e apostaram num projeto pop rock inovador. Em 1988, venceram o concurso de música moderna da Rádio 98FM, da Amadora, cujo prémio consistia na gravação de um disco. Reduziram depois o nome para 'A Junção' e assinaram contrato com a editora patrocinadora do concurso, Musicata. Lançaram, em 1989, o álbum homónimo. Foi um trabalho comercialmente bem sucedido, mas envolto de polémica pois não foi clara a atribuição do disco de prata. Ainda beneficiaram de alguma exposição mediática, nomeadamente através do semanário Blitz, que proporcionou vários concertos em todo o país.
No entanto, com a pesada herança do rock português no início dos anos oitenta, a sua afirmação no panorama musical não foi fácil. Vivia-se o pós boom do rock e a crise da indústria discográfica estava instalada, provocando o desaparecimento de inúmeras bandas bem como a falência de algumas editoras. Não conseguiram perdurar e deram por terminada a carreira no final de 1989.

## Membros
Integrantes
- Emanuel Lima (vocal)
- João Braga (guitarra)
- Pedro de Faro (baixo)
- Jorge Martins (teclas)
- Rui Beat Velez (bateria)

## Discografia
- A Junção (Musicata, LP 1989) [1]